# Patricia Richardson
Patricia Castle Richardson (nascuda el 23 de febrer de 1951) és una actriu estatunidenca més coneguda per la seva interpretació de Jill Taylor al sitcom de l'ABC Home Improvement, per la qual va ser nominada quatre vegades al Premi Primetime Emmy a la millor actriu principal en un sèrie de comèdia i dues vegades per al Premi Globus d'Or a la millor actriu en una sèrie de televisió - Comèdia o musical. També va rebre un Premi Independent Spirit a la millor actriu secundària nominació per la seva actuació a Ulee's Gold (1997).

## Primers anys
Richardson va assistir a diverses escoles, com ara Holton-Arms School i Hockaday School. L'any 1972 es va graduar a la Universitat Metodista del Sud, on era amiga de companys de classe Beth Henley i Stephen Tobolowsky, que estava programat per ser un membre del repartiment de Home Improvement, però tenien altres compromisos contractuals quan la sèrie va començar el rodatge.. Tobolowsky va suggerir inicialment als productors de Home Improvement que es considerés Richardson per al paper de Jill Taylor després que Frances Fisher es considerés massa seriosa per al paper.

## Carrera
Richardson va començar com a suplent per al paper de Gypsy Rose Lee a la producció de Broadway d'Angela Lansbury de Gypsy: A Musical Fable el 1974, interpretant també diverses petites parts de cor. Durant els deu anys següents va treballar en teatre regional, anuncis publicitaris i altres obres de Broadway i Off-Broadway. Va tenir papers en programes com The Equalizer, Spencer For Hire, i Kate & Allie. Va aparèixer en un episodi de The Cosby Show de la tercera temporada amb el seu marit de la vida real, interpretant una dona que donava a llum el seu novè fill. Richardson també va aparèixer a les pel·lícules Christmas Evil i C.H.U.D.. El 1989, va aparèixer en un episodi de Quantum Leap com a propietària d'una emissora de ràdio.
El 1983, va marxar breument de Nova York a Los Angeles per fer una sitcom centrada al voltant de les germanes bessones de Katey Sagal, Liz i Jean Sagal, anomenada Double Trouble, per a Norman Lear. Quan li van demanar que tornés i fes una segona temporada després que el seu contracte hagués expirat, va morir per quedar-se a Nova York i continuar actuant al The Miss Firecracker Contest de Beth Henley fora de Broadway. Uns anys més tard Allan Burns, que va co-crear The Mary Tyler Moore Show, la va portar de tornada a Los Angeles per protagonitzar dues comèdies de situació que va produir: Eisenhower and Lutz i FM. Tots dos programes van durar 13 episodis.
El 1991, tres mesos després de donar a llum bessons, Richardson es va convertir en la substituta d'última hora de Frances Fisher en el que seria el seu paper destacat com a Jill Taylor a la comèdia de l'ABC Home Improvement. Richardson va rebre quatre nominacions als Emmy i dos alsGlobus d'or en aquest paper. Mentre treballava a Home Improvement, ella va presentar els Emmys amb Ellen DeGeneres, va protagonitzar la minisèrie Undue Influence amb Brian Dennehy, Sophie and the Moonhanger a Lifetime amb Lynn Whitfield, i va obtenir una nominació als Premis Independent Spirit  el 1997 pel seu primer paper important al cinema a Ulee's Gold.

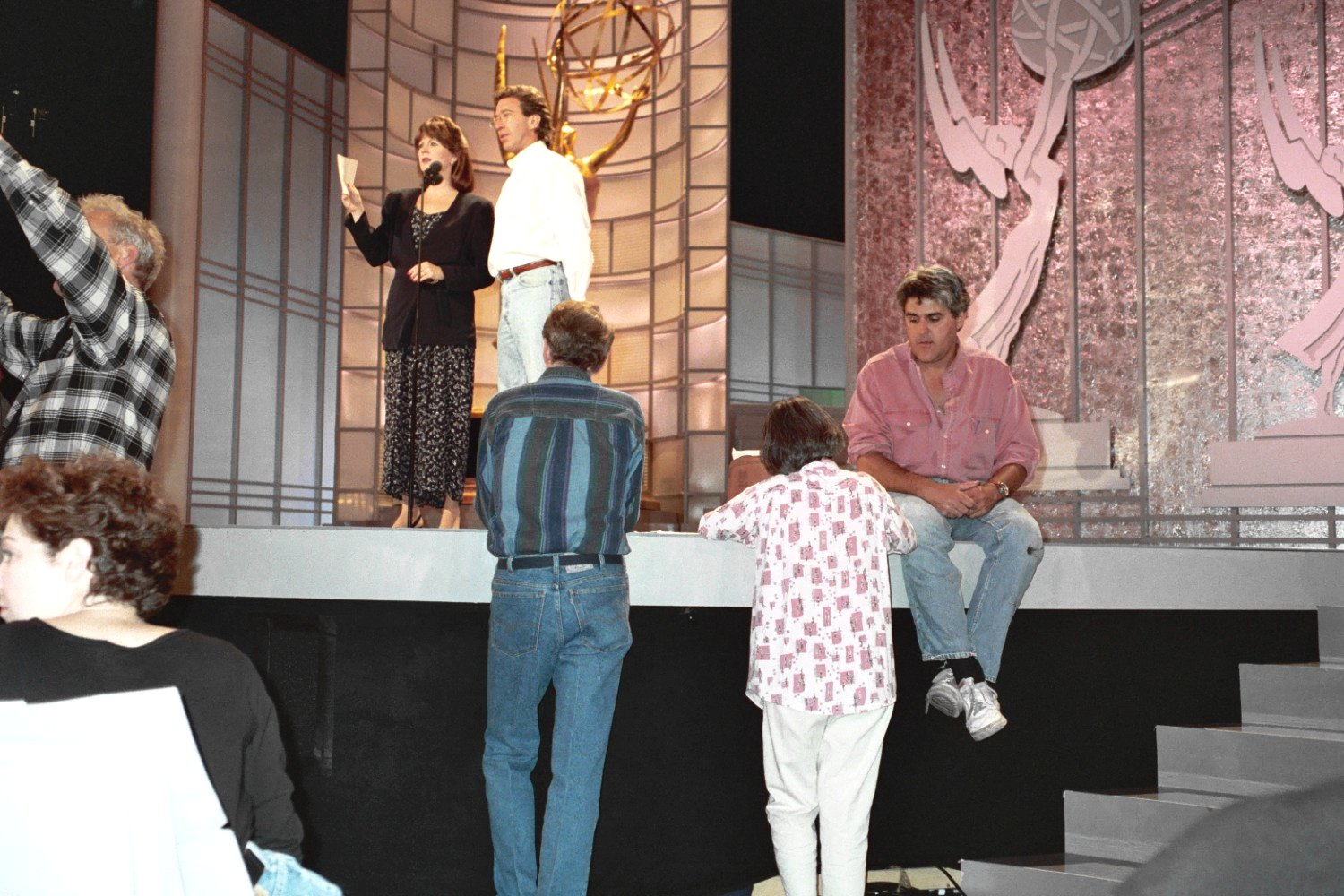
Richardson i el seu coprotagonista Tim Allen a l'escenari dels 45ns Premis Primetime Emmy amb l'amfitrió nocturn Jay Leno assegut.

El 2002, Richardson va substituir Janine Turner a la sèrie de drama mèdica de Lifetime Strong Medicine, com un nou personatge, la doctora Andy Campbell. Va ser nominada a dos premis Prism pel seu treball a Strong Medicine. Després de tres temporades en aquest programa, va ser elegida en un paper recurrent com Sheila Brooks, directora de campanya del candidat presidencial republicà Arnold Vinick (Alan Alda) a les dues últimes temporades del drama polític de la NBC The West Wing.
Richardson va aparèixer a la primera temporada de Law & Order: Special Victims Unit. El 2008, va ser la productora executiva del vídeo documental Long Story Short, que explica la història de Larry i Trudie Long, un popular club nocturn asiàticoamericà dels anys 40 i 50, explicats a través dels ulls de la seva filla i la seva amiga, l'actriu Jodi Long. El 2010, va aparèixer en una pel·lícula per a televisió de la NBC, The Jensen Project, i el 2011, va aparèixer a la pel·lícula de televisió de Lifetime Bringing Ashley Home, també protagonitzada per A.J. Cook i Jennifer Morrison. El 2012, va protagonitzar la pel·lícula Beautiful Wave i l'any següent va aparèixer a la pel·lícula de televisió de Hallmark Channel Smart Cookies. Des de llavors, Richardson ha rodat diverses pel·lícules independents i dues pel·lícules més per al canal Hallmark, Friend Request i Snow Bride.
Al dotzè episodi de la quarta temporada de Last Man Standing titulat "Helen Potts", Richardson va actuar com a protagonista convidada i es va reunir amb el seu antic coprotagonista de Home Improvement, Tim Allen. Al final de l'episodi, es va revelar que un dels seus fills es diu Randy, que va ser interpretat per la seva altra coprotagonista de Home Improvement; Jonathan Taylor Thomas. Va tornar com a Helen Potts la temporada següent.
El 2015, es va presentar al càrrec de presidenta nacional de la SAG-AFTRA, després d'haver estat a la junta durant un mandat. Va perdre les eleccions per poc davant el president en funcions Ken Howard. Va ser reelegida a les Juntes Nacionals i Locals de Los Angeles de SAG-AFTRA.
El 2016, Richardson va tornar als escenaris a  Steel Magnolias al Bucks County Playhouse a New Hope (Pennsilvània). Aquesta producció va ser dirigida per la quatre vegades nominada a l'Oscar Marsha Mason, i també protagonitzada per Elaine Hendrix, Lucy DeVito, Jessica Walter i Susan Sullivan.
El 9 de juny de 2016, aquesta producció es va convertir en l'espectacle més taquiller de la història del Bucks County Playhouse.

## Vida personal
Richardson es va casar amb el seu company Ray Baker el 1982. Van tenir tres fills junts: Henry Richardson Baker, els bessons Roxanne Elizabeth Baker i Joseph Castle Baker, abans de divorciar-se l'agost de 1995.
Richardson va tenir una relació durant molt temps amb el psicòleg jubilat Mark Cline, a qui havia conegut quan tots dos eren estudiants a la Universitat Metodista del Sud.
Richardson va servir durant molts anys a la Junta Directiva i és el Portaveu Nacional de "Cure PSP", una organització de recerca i defensa del pacient per a la paràlisi supranuclear progressiva, la degeneració corticobasal, la síndrome de Shy-Drager i malalties relacionades amb "Prime Of Life". El seu pare va morir de PSP el 2005.
Richardson és metodista i està afiliada al Partit Demòcrata dels Estats Units.

## Filmografia

### Cinema
| Any  | Títol                    | Paper              | Notes                                                           |
| ---- | ------------------------ | ------------------ | --------------------------------------------------------------- |
| 1980 | You Better Watch Out     | Mrs. Garcia        |                                                                 |
| 1984 | C.H.U.D.                 | Ad Woman           |                                                                 |
| 1986 | Yuri Nosenko, KGB        | Joan Black         | Telefilm                                                        |
| 1987 | Hands of a Stranger      | Helen              | Telefilm                                                        |
| 1989 | Parent Trap III          | Cassie McGuire     | Telefilm                                                        |
| 1989 | Lost Angels              | Mrs. Anderson      |                                                                 |
| 1989 | In Country               | Cindy              |                                                                 |
| 1996 | Sophie & the Moonhanger  | Bonnie Edgerton    | Telefilm                                                        |
| 1996 | Undue Influence          | Laurel Vega        | Telefilm                                                        |
| 1997 | Ulee's Gold              | Connie Hope        | Nominada—Premi Independent Spirit a la millor actriu secundària |
| 2001 | Blonde                   | Gladys Pearl Baker |                                                                 |
| 2001 | Viva Las Nowhere         | Helen/Wanda        |                                                                 |
| 2005 | Candy Paint              | Linda Miller       | Short film                                                      |
| 2007 | California Dreaming      | Aunt Bonnie        |                                                                 |
| 2009 | Lost Dream               | Patricia           |                                                                 |
| 2010 | The Jensen Project       | Ingrid Jensen      | Telefilm                                                        |
| 2011 | Bringing Ashley Home     | Michelle McGee     | Telefilm                                                        |
| 2012 | Beautiful Wave           | Sue Davenport      | Direct-to-video                                                 |
| 2012 | Smart Cookies            | Lola               | Telefilm                                                        |
| 2013 | Avarice                  | Claire             |                                                                 |
| 2013 | Snow Bride               | Maggie Tannenhill  | Telefilm                                                        |
| 2013 | Chance at Romance        | May                | Hallmark movie                                                  |
| 2017 | County Line              | Maddie Hall        |                                                                 |
| 2018 | A Christmas in Tennessee | Martha             |                                                                 |
| 2019 | Cubby                    | Peggy Nabel        |                                                                 |
| 2019 | A Very Vintage Christmas | Margaret           |                                                                 |

### Televisió
| Any       | Títol                             | Paper               | Notes                                                       |
| --------- | --------------------------------- | ------------------- | ----------------------------------------------------------- |
| 1979      | The Doctors                       | Nurse Marion        |                                                             |
| 1981      | Love, Sidney                      | N/D                 | episodi: "A Piece of the Rock"                              |
| 1984      | Double Trouble                    | Beth McConnell      | 8 episodis                                                  |
| 1985      | ABC Weekend Special               | Pamela Sawyer       | episodi: "The Adventures of Con Sawyer and Hucklemary Finn" |
| 1985      | Kate & Allie                      | Pamela              | episodi: "The Reunion"                                      |
| 1986      | Spenser: For Hire                 | Sarah Cabot         | episodi: "Shadowsight"                                      |
| 1987      | The Cosby Show                    | Mrs. Schrader       | episodi: "Calling Doctor Huxtable"                          |
| 1987      | The Equalizer                     | Sandy               | episodi: "In the Money"                                     |
| 1988      | Eisenhower and Lutz               | Kay 'K.K.' Dunne    | 13 episodis                                                 |
| 1989      | Quantum Leap                      | Rachel Porter       | episodi: "Good Morning, Peoria – September 9, 1959"         |
| 1989–1990 | FM                                | Lee-Ann Plunkett    | 13 episodis                                                 |
| 1991–1999 | Home Improvement                  | Jill Taylor         | 202 episodis                                                |
| 1999      | Law & Order: Special Victims Unit | Annabel Hayes       | episodi: "Wanderlust"                                       |
| 2002–2005 | Strong Medicine                   | Dr. Andy Campbell   | 59 episodis                                                 |
| 2005–2006 | The West Wing                     | Sheila Brooks       | 9 episodis                                                  |
| 2015–2016 | Last Man Standing                 | Helen Potts         | 2 episodis "Helen Potts", "Tanks For The Memories"          |
| 2019      | Blindspot                         | Dr. Nora Lee Roga   | episodi: "The Big Reveal"                                   |
| 2021      | NCIS                              | Judy Price Fielding | episodi: "Docked"                                           |
| 2022      | The Blacklist                     | Matilda             | episodi: "Genuine Models Inc. (No. 176)"                    |
| 2022      | Grey’s Anatomy                    | Tessa Hobbes        | episodi: "Thunderstruck”                                    |